# 劳尔·加西亚
魯爾·加西亞·埃斯库德罗（西班牙語：Raúl García Escudero，發音：[raˈul ɣaɾˈθi.a eskuˈðeɾo]；1986年7月11日—）是一名已退役西班牙足球運動員。主要擔任進攻中場，但也可以擔任中前衛一職，為人所知的是在替補身份上場的進球以及良好制空的能力。

## 俱樂部生涯

### 奧沙辛拿
加西亞出生在潘普洛納，他的職業生涯始於其家鄉球會奧沙辛拿。2004年10月24日，球隊在聯賽作客面對巴塞隆拿，當時墨西哥籍教練哈维尔·阿吉雷首次派遣加西亞為奧沙辛拿上陣，但實力問題令球隊最終以0:3大敗。
加西亞在他職業生涯中的第一個球季為奧沙辛拿打進第個聯賽入球，他的人生的第一個西甲進球是在2005年10月26日球隊主場3:2戰勝畢爾包所射入的。
05-06球季，當時年僅19歲的加西亞憑着出色的表現令奧沙辛拿這個在納瓦拉的小球會在05-06球季中得到第四名，令球隊來季取得歐洲冠軍聯賽的參賽資格。
06-07球季，奧沙辛拿在歐冠外圍賽第三圈和德甲球隊漢堡在兩回合1:1打成平手。但因作客入球而慘遭淘汰。奧沙辛拿轉而參加歐洲足協盃，加西亞在歐洲足協盃在12場比賽中打進一球，他的出色的表現更協助奧沙辛拿打進該季歐洲足協盃淘汰賽四強。最後不敵同國球會兼該屆冠軍塞維利亞而行人止步。

### 馬德里競技
2007年7月,加西亞跟隨主帥哈维尔·阿吉雷的步伐加盟首都馬德里著名球會马德里竞技，他與馬德里競技簽訂五年合約，轉會費約一千三百萬歐元。
隨著恩師哈维尔·阿吉雷的離開，加西亞在球會的正選地位受到動遙。2010年1月，球會向意甲球會祖雲達斯租借葡萄牙人。但是，他在2009/10賽季歐洲聯賽以及決賽中面對英超球會富咸皆表現出色。加西亞在決賽中更打滿全場，協助球隊在加時賽以2:1力克富咸。協助球會嬴取該季的歐洲聯賽冠軍也為自己奪得首個職業生涯的榮譽。值得注意的是，他在該季的西班牙國王盃決賽中對陣西維爾的下半場中出場，而球隊以0:2落敗無緣錦標。
2010年8月27日,加西亞在2010年歐洲超級盃對陣意甲球會國際米蘭時打滿整場比賽，但在下半場補時階段在禁區勾趺馬其頓藉球員彭迪夫令球證判罰點球。但由阿根廷老將迪亞高·米列圖所操罰的點球被門將迪基亞神勇撲出。令球會以2:0淨勝國際米蘭，也讓「床單軍團」(Colchoneros)第一次高舉歐洲超級盃。加西亞在該賽季的表現失準，令他在該季的出場次數明顯比泰亞高少，甚至失去正選地位。仍能保持上陣29場，但在歐霸中未能幫助球會打進淘汰賽階段。而他整季只打進一球，是在聯賽主場對陣巴塞隆拿時接應角球頭鎚攻入，球隊最後1:2敗予如日中天的巴塞。
在加西亞與球隊再續三年合約後，加西亞被租借回母會奧沙辛拿一個球季。他在該季射入達十一球，為職業生涯最佳。當中包括聯賽對陣馬路斯接應隊友斯祖度的角球頭鎚頂入，協助球隊迫和馬略卡2:2。以及主場對陣巴塞隆拿時射入致勝的入球，令球隊以3:2勝出賽事。他也成為了球隊該名聯賽的首名射手，比次名的塞內加爾球員伊巴謙亞多出四球。隨著加西亞租借的出色表現令新任教練施蒙尼將其收回其下。加西亞再次成為球隊陣中主力。
2014年4月9日，他協助球會在13-14歐冠淘汰賽八強次回合中主場以1:0擊敗巴塞隆拿，也令球會自1974年後再次再入歐冠淘汰賽四強。加西亞也同時以22場出場次數，超越名宿路易斯·阿拉貢內斯成為球會在歐冠中出場最多的球員。
在2014年西班牙超級盃首回合馬競作客死敵皇家馬德里的比賽，加西亞在下半場88分鐘射入追平的一球，協助床單軍團在伯纳乌球场以1:1逼平對手。令床單軍團在次回合以總比分2:1擊敗銀河鑑隊，從而令馬競奪得隊史第二個西班牙超級盃。

### 毕尔巴鄂
2015年8月31日，加西亞在轉會窗關閉前夕與毕尔巴鄂簽訂四年合約。

## 國際賽生涯
加西亞在2006至2009年曾為西班牙U21效力，總共上陣20場和代表U21出戰2009年U21歐洲國家盃,但國家隊在小組賽中只能以第三名出局，無緣淘汰賽事。另外，他曾代表西班牙U19上陣。
2014年8月29日，加西亞首次獲得西班牙國家隊的徵召。他被教練博斯克召入九月國際友誼賽對陣法國和馬其頓的大名單。他在9月4日對陣法國的友誼賽中上陣60分鐘，但鬥牛軍團卻以0：1敗陣。

## 榮譽

### 俱樂部
馬德里競技
- 歐霸盃：09-10賽季冠軍
- 西甲:2013-14賽季冠軍
- 歐洲超級盃：2010年,2012年冠軍
- 西班牙超級盃: 2014冠軍
- 西班牙國王盃:2013年冠軍

 畢爾包
- 西班牙超級盃冠軍：2020–21年[15]

## 球會數據
最後更新：2014年7月15日
| 球季    | 球會         | 賽事    | 上場 | 入球 |
| ------- | ------------ | ------- | ---- | ---- |
| 2004–05 | 奧沙辛拿     | 2004-05 | 2    | 0    |
| 2005–06 | 奧沙辛拿     | 2005-06 | 33   | 4    |
| 2006–07 | 奧沙辛拿     | 2006-07 | 33   | 5    |
| 2007–08 | 馬德里體育會 | 2007-08 | 35   | 3    |
| 2008–09 | 馬德里體育會 | 2008-09 | 36   | 3    |
| 2009–10 | 馬德里體育會 | 2009-10 | 20   | 0    |
| 2010–11 | 馬德里體育會 | 2010-11 | 29   | 1    |
| 2011–12 | 奧沙辛拿     | 2011-12 | 33   | 11   |
| 2012–13 | 馬德里體育會 | 2012-13 | 30   | 5    |
| 2013–14 | 馬德里體育會 | 2013-14 | 34   | 9    |
| 2013–14 | 馬德里體育會 | 2014-15 | 29   | 5    |
| Total   | Total        | Total   | 314  | 46   |

## 外部連結
- Soccerway資料庫：劳尔·加西亚
- 西甲足球數據 （西班牙文）
- 奧沙辛拿官方網頁 魯爾·加西亞資料 （西班牙文）
- 馬德里競技官方檔案 （西班牙文）
- BDFutbol檔案（页面存档备份，存于） （英文）
- Futbolme檔案 （页面存档备份，存于） （西班牙文）